# Cesare De Fabritiis
Cesare De Fabritiis (Roma, 1918 – Campagna italiana di Russia, 23 agosto 1942) è stato un militare italiano insignito della medaglia d'oro al valor militare alla memoria nel corso della seconda guerra mondiale.

## Biografia
Nacque a Roma nel 1918, figlio di Camillo. 
Dopo aver compiuto gli studi liceali a Bari fu arruolato nel Regio Esercito e nel 1936 ammesso a frequentare la Regia Accademia Militare di Fanteria e Cavalleria di Modena uscendone nel 1938 con la nomina a sottotenente dell'arma di fanteria. Assegnato all'80º Reggimento fanteria "Roma" della 9ª Divisione fanteria "Pasubio", a partire dal 10 giugno 1940 prese parte alle operazioni belliche contro la Francia. Dall’aprile alla fine di maggio del 1941 prese parte all'invasione della Jugoslavia. Promosso tenente ed assunto il comando della 11ª Compagnia del III Battaglione nel luglio dello stesso anno partì per l'Unione Sovietica al seguito del CSIR del generale Giovanni Messe. Nel novembre dal successivo fece parte, con il suo reparto, della colonna del colonnello Epifanio Chiaramonti partecipando alla difesa di Nikitovka dove il reggimento ottenne la medaglia d'oro al valor militare. Cadde in combattimento il 23 agosto 1942, e venne insignito della medaglia d'oro al valor militare alla memoria.